# Dick Tufeld
Dick Tufeld est un acteur américain né le 11 décembre 1926 à Los Angeles en Californie et mort le 22 janvier 2012 dans la même ville.

## Filmographie

### Cinéma
- 1962 : Adventures of Road-Runner : le présentateur des pubs ACME
- 1976 : Tunnel Vision (en) de Neal Israel et Bradley R. Swirnoff : le présentateur
- 1998 : Perdus dans l'espace : le robot B-9

### Télévision
- 1953 : Space Patrol : le présentateur (1 épisode)
- 1954 : Annie Oakley : un citadin (14 épisodes)
- 1955 : Disney Parade : le narrateur (2 épisodes)
- 1960-1962 : Surfside 6 : le présentateur (11 épisodes)
- 1962-1963 : The Gallant Men : le présentateur (25 épisodes)
- 1963 : The Judy Garland Show : le présentateur
- 1964-1966 : Voyage au fond des mers : le cerveau et le narrateur (2 épisodes)
- 1965-1968 : Perdus dans l'espace : le narrateur, le présentateur et le robot B-9 (83 épisodes)
- 1966 : The Milton Berle Show : le présentateur
- 1966-1967 : Au cœur du temps : le présentateur (22 épisodes)
- 1961 : The Roaring 20's : le visiteur (1 épisode)
- 1978 : Les Quatre Fantastiques : le narrateur du début (13 épisodes)
- 1979 : Spider-Woman : le narrateur (1 épisode)
- 1980 : Arok le barbare : le narrateur (3 épisodes)
- 1981 : Spider Man and His Amazing Friends : le narrateur (13 épisodes)
- 1982 : Two Top Bananas : le présentateur
- 1982 : The Rodney Dangerfield Show: It's Not Easy Bein' Me : le présentateur
- 1985 : Anything for Laughs : le présentateur
- 1988 : Here's to You, Mickey Mouse : le présentateur
- 1992 : Garfield et ses amis (1 épisode)
- 1998-2004 : Les Simpson : le robot B-9 (2 épisodes)
- 1998-1999 : Histeria! : le présentateur (5 épisodes)